# Landtagswahlkreis Uckermark II
Der Wahlkreis Uckermark II (Wahlkreis 12) ist ein Landtagswahlkreis in Brandenburg. Er umfasst die Stadt Schwedt/Oder, die Gemeinde Pinnow sowie das Amt Gartz (Oder), die im Landkreis Uckermark liegen. Wahlberechtigt waren bei der letzten Landtagswahl 35.570 Einwohner.
Das ehemalige Amt Oder-Welse war bis zur Landtagswahl 2019 diesem Wahlkreis zugeordnet.

## Landtagswahl 2024
Bei der  Landtagswahl 2024 wurde Norbert Rescher im Wahlkreis direkt gewählt. Die weiteren Wahlkreisergebnisse:
| Gegenstand der Nachweisung | Gegenstand der Nachweisung | Erst- stimmen | Erst- stimmen | Zweit- stimmen | Zweit- stimmen |
| Bewerber                   | Partei                     | Anzahl        | %             | Anzahl         | %              |
| -------------------------- | -------------------------- | ------------- | ------------- | -------------- | -------------- |
| Wahlberechtigte            |                            | 33.986        | -             | 33.986         | -              |
| Wählende                   |                            | 22.927        | 67,5 %        | 22.927         | 67,5 %         |
| Ungültige Stimmen          |                            | 365           | 1,6 %         | 216            | 0,9 %          |
| Gültige Stimmen            |                            | 22.562        | 98,4 %        | 22.711         | 99,1 %         |
| Michael Witt               | SPD                        | 7.950         | 35,2 %        | 6.894          | 30,4 %         |
| Norbert Rescher            | AfD                        | 8.956         | 39,7 %        | 7.835          | 34,5 %         |
| Felix Börninck             | CDU                        | 2.755         | 12,2 %        | 2.224          | 9,8 %          |
| –                          | GRÜNE                      | 250           | 1,1 %         | 282            | 1,2 %          |
| Holger Gedack              | Die Linke                  | 777           | 3,4 %         | 445            | 2,0 %          |
| Steffen Knauthe            | BVB/FW                     | 1.614         | 7,2 %         | 632            | 2,8 %          |
| –                          | FDP                        | 189           | 0,8 %         | 112            | 0,5 %          |
| –                          | Tierschutzpartei           | -             | -             | 317            | 1,4 %          |
| –                          | Plus (Piraten, ÖDP, Volt)  | -             | -             | 103            | 0,5 %          |
| –                          | BSW                        | -             | -             | 3.669          | 16,2 %         |
| –                          | III. Weg                   | 71            | 0,3 %         | 39             | 0,2 %          |
| –                          | DKP                        | -             | -             | 12             | 0,1 %          |
| –                          | DLW                        | -             | -             | 112            | 0,5 %          |
| –                          | WU                         | -             | -             | 35             | 0,2 %          |
| Roland Timm                | ÖDP                        |               |               |                |                |

## Landtagswahl 2019
Bei der Landtagswahl 2019 traten folgende Parteien und Personen als Direktkandidaten an:
| Direktkandidat      | Partei           | Erststimmen in % | Zweitstimmen in % |
| ------------------- | ---------------- | ---------------- | ----------------- |
| Mike Bischoff       | SPD              | 40,1             | 33.6              |
| Silke Nessing       | CDU              | 13,3             | 14,2              |
| Heike Heise-Heiland | Die Linke        | 9,0              | 9,9               |
| Sebastian Schubert  | AfD              | 24,5             | 26,2              |
| Sven Uerkvitz       | GRÜNE            | 4,5              | 5,5               |
| Torsten Gärtner     | BVB/FW           | 5,6              | 4,3               |
| –                   | PIRATEN          | –                | 0,5               |
| Sascha Lademann     | FDP              | 2,9              | 3,3               |
| –                   | ÖDP              | –                | 0,6               |
| –                   | Tierschutzpartei | –                | 1,9               |
| –                   | V-Partei³        | –                | 0,1               |

## Landtagswahl 2014
Bei der Landtagswahl 2014 wurde Mike Bischoff im Wahlkreis direkt gewählt.
Die weiteren Wahlkreisergebnisse:
| Direktkandidat  | Partei    | Erststimmen in % | Zweitstimmen in % |
| --------------- | --------- | ---------------- | ----------------- |
| Mike Bischoff   | SPD       | 55,4             | 42,7              |
| Madlen Bismar   | Die Linke | 16,0             | 18,2              |
| Sandy Höppner   | CDU       | 17,4             | 18,5              |
| Bertram Webert  | GRÜNE     | 5,1              | 3,1               |
|                 | FDP       |                  | 1,6               |
|                 | NPD       |                  | 2,2               |
| Torsten Gärtner | BVB/FW    | 6,1              | 1,3               |
|                 | REP       |                  | 0,2               |
|                 | DKP       |                  | 0,2               |
|                 | AfD       |                  | 11,0              |
|                 | PIRATEN   |                  | 0,9               |

## Landtagswahl 2009
Bei der Landtagswahl 2009 wurde Mike Bischoff im Wahlkreis direkt gewählt.
Die weiteren Wahlkreisergebnisse:
| Direktkandidat     | Partei              | Erststimmen in % | Zweitstimmen in % |
| ------------------ | ------------------- | ---------------- | ----------------- |
| Mike Bischoff      | SPD                 | 44,4             | 38,5              |
| Nadine Heckendorn  | Die Linke           | 23,8             | 27,5              |
| Wolfgang Banditt   | CDU                 | 14,5             | 16,9              |
| -                  | DVU                 | -                | 00,6              |
| Christiane Weitzel | GRÜNE               | 02,8             | 02,9              |
| Gerd Regler        | FDP                 | 07,6             | 06,7              |
| Wilfried Voß       | 50 Plus             | 02,3             | 01,7              |
| -                  | DKP                 | -                | 00,1              |
| -                  | REP                 | -                | 00,2              |
| -                  | Die-Volksinitiative | -                | 00,3              |
| Irmgard Hack       | NPD                 | 03,3             | 03,2              |
| -                  | RRP                 | -                | 00,4              |
| Rolf Zimmermann    | Freie Wähler        | 01,2             | 00,9              |

## Landtagswahl 2004
Die Landtagswahl 2004 hatte folgendes Ergebnis:
| Direktkandidat          | Partei          | Erststimmen in % | Zweitstimmen in % |
| ----------------------- | --------------- | ---------------- | ----------------- |
| Mike Bischoff           | SPD             | 36,4             | 31,8              |
| Jens Koeppen            | CDU             | 17,8             | 16,0              |
| Thomas Groß             | PDS             | 29,4             | 31,4              |
| –                       | DVU             | –                | 04,9              |
| Rotraut Gille           | GRÜNE           | 02,5             | 01,6              |
| Ernst-Ulrich Sattelberg | FDP             | 05,1             | 03,8              |
| –                       | AUB-Brandenburg | –                | 00,2              |
| –                       | JA              | –                | 00,3              |
| Karola Bahr             | AfW             | 07,2             | 01,6              |
| –                       | DKP             | –                | 00,3              |
| –                       | GRAUE           | –                | 00,4              |
| –                       | FAMILIE         | –                | 03,0              |
| –                       | 50 Plus         | –                | 03,8              |
| Manfred Riese           | Offensive D     | 01,8             | 00,3              |
| –                       | BRB             | –                | 00,5              |